# 道の駅美郷
道の駅美郷（みちのえき みさと）は秋田県仙北郡美郷町にある国道13号の道の駅。愛称は雁太郎（がんたろう）。2004年（平成16年）春に「雁の里農業振興施設」としてオープンしたのち、同年8月9日に道の駅に登録され、10月5日に改めて道の駅として開駅した。

## 概要
開設当初の名称は「道の駅雁の里せんなん」（みちのえき かりのさとせんなん）で、これは当時の自治体が仙南村であったことに由来するが、開設直後の2004年11月1日に周辺自治体と合併して美郷町が発足した。それから15年が経過し、町の観光振興の拠点として認知度を高めるため、2020年（令和2年）4月1日に「道の駅美郷」へ改称した。
2020年（令和2年）3月には敷地内に「モンベル秋田美郷店」が開業。2021年（令和3年）3月31日に道の駅はリニューアルオープンした。

## 施設
- 駐車場
  - 普通車：97台
  - 大型車：21台
  - 身障者用：3台
- トイレ

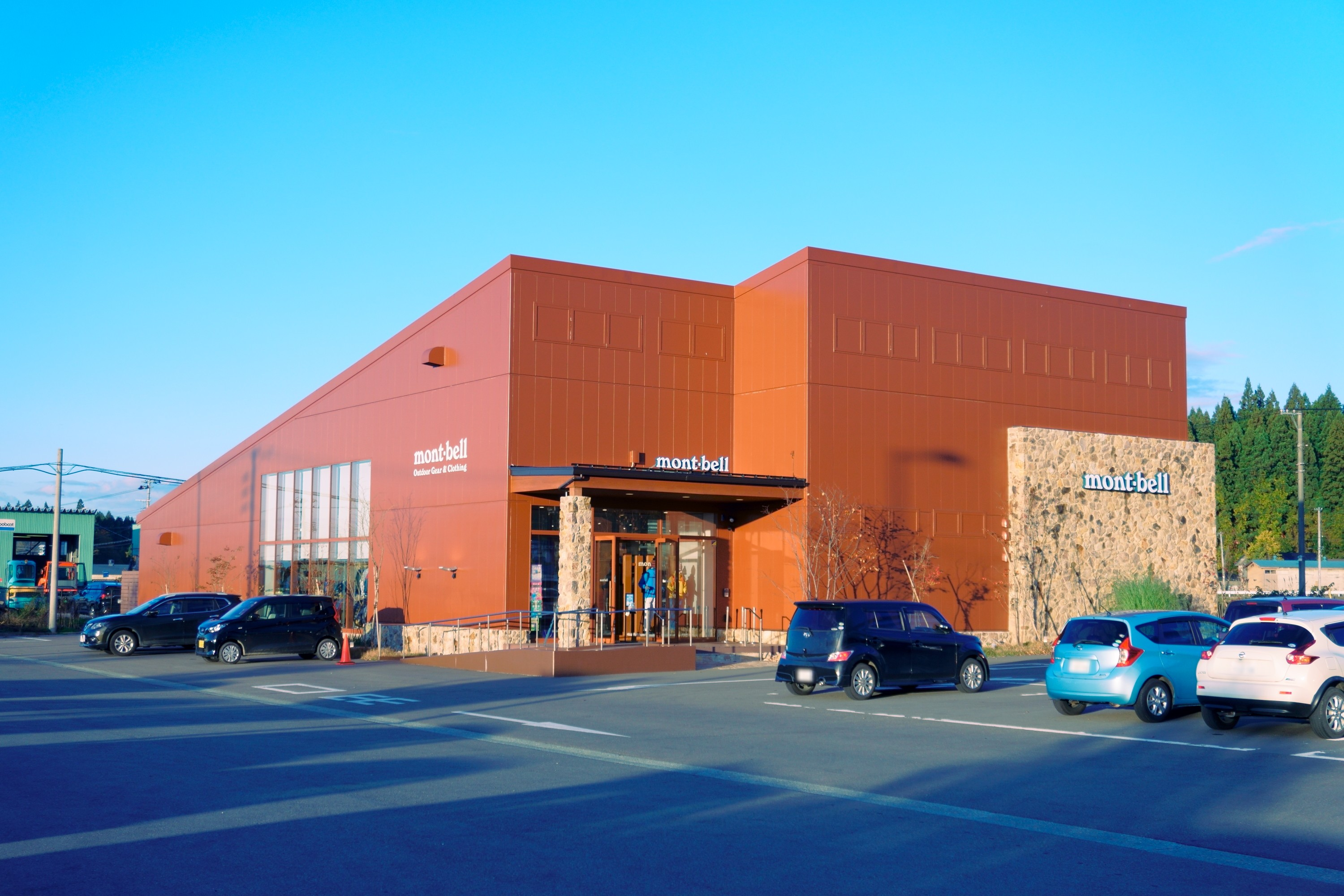
敷地内にあるモンベル秋田美郷店

  - 男：大 6器（3器）、小 15器（10器）
  - 女：15器（10器）
  - 身障者用：2器（1器）

※（）内は、24時間利用可能
- 公衆電話：有
- 公衆FAX：有
- 仙北平野カフェ みさとのふうど（フリースペース・カフェ）
- 釜飯食堂 みさとのごはん（レストラン）
- 奥羽山麓市場 みさとのめぐみ（農産物直売所）
- 道路情報提供施設
- 高速バス待合所
  - レイク&ポート号（東京駅行き）
  - グリーンライナー号（仙台行き）

## 休館日
- 1月1日

## アクセス
- 国道13号 - 登録路線

## 周辺
- 金澤八幡宮（金沢柵跡、金沢公園）
- 後三年合戦金沢資料館
- 金沢孔城館（金沢地区交流センター）
- 平安の風わたる公園（西沼、立馬郊）
- 雁の里山本公園
- JR 奥羽本線 後三年駅